# Gurskøya
Gurskøya är en ö som är delad mellad de båda kommunerna Herøy och Sande i Møre og Romsdal fylke i västra Norge. Ön ligger sydväst om staden Ålesund och har en yta på 137 kvadratkilometer (varav 69 kvadratkilometer i Herøy kommun och 68 kvadratkilometer i Sande kommun). 2015 bodde det 4647 invånare på ön, varav 2534 i Herøy kommun och 2113 i Sande kommun. 
Gurskøya är en stenig ö som är tätt befolkad längs stränderna. Ön har tre större tätorter, Larsnes och Haugsbygda i Sande kommun och Moltustranda i Herøy kommun. Fiske, fiskförädling och annan industri med anknytning till fiske bedrivs på ön. Det finns även en stor verkstadsindustri på den del av ön som hör till Sande kommun.

## Etymologi
Namnet Gurskøya kommer från fjordnamnet Gursken, och är troligtvis besläktat med fornvästnordiskans gor som betyder lera.

## Kommunikationer
Fylkesväg 61 mellan Nordfjord och Ålesund går över Gurskøya med en bro över det 60 meter breda Dragsundet till ön Hareidlandet. Fylkesväg 654 leder från tätorten Dragsund längs öns nordöstra sida och sedan via flera småöar till ön Leinøya och vidare till staden Fosnavåg på ön Bergsøya. Fylkesväg 5868 går runt Gurskøyas västkust från öns norra spets till Gurskebotn vid fylkesväg 61 i sydväst.